# Лоборика
Лоборика је насељено место у саставу општине Марчана у Истарској жупанији, Хрватска. До територијалне реорганизације у Хрватској налазила се у саставу старе општине Пула.

## Становништво
На попису становништва 2011. године, Лоборика је имала 844 становника.

## Попис1991.
На попису становништва 1991. године, насељено место Лоборика је имало 395 становника, следећег националног састава:
| Попис 1991.‍  | Попис 1991.‍  | Попис 1991.‍ | Попис 1991.‍ | Попис 1991.‍ |
| ------------ | ------------ | ----------- | ----------- | ----------- |
|              |              |             |             |             |
| Хрвати       | Хрвати       |             | 256         | 64,81%      |
| Муслимани    | Муслимани    |             | 15          | 3,79%       |
| Југословени  | Југословени  |             | 7           | 1,77%       |
| Словенци     | Словенци     |             | 3           | 0,75%       |
| Срби         | Срби         |             | 3           | 0,75%       |
| Италијани    | Италијани    |             | 2           | 0,50%       |
| Мађари       | Мађари       |             | 1           | 0,25%       |
| остали       | остали       |             | 1           | 0,25%       |
| неопредељени | неопредељени |             | 2           | 0,50%       |
| регион. опр. | регион. опр. |             | 103         | 26,07%      |
| непознато    | непознато    |             | 2           | 0,50%       |
| укупно: 395  |              |             |             |             |